# Culm (Brahmenau)
Culm ist ein Ortsteil von Brahmenau im Landkreis Greiz in Thüringen.

## Lage
Culm liegt heute in der Ortslage von Brahmenau (nordöstlich von Gera) an einer wiederum „Bramenau“ genannten Abzweigung der Landesstraße L 1079. Geographisch liegt Culm am Südrand der Leipziger Tieflandsbucht.

## Geschichte
Der um 1900 lediglich aus einer Ziegelei und einem Gehöft bestehende Siedlungsplatz erhielt einen Haltepunkt an der ehemaligen Bahnstrecke Gera-Pforten–Wuitz-Mumsdorf, um Brennstoffe und die Ziegeleiprodukte kostengünstig transportieren zu können. Heute ist das Bahngelände abgetragen, die Ziegelei durch ein Gewerbegebiet ersetzt und die gesamte Flur mit Einfamilienhäusern von Brahme überbaut. 
Am 1. Oktober 1922 wurde Waaswitz nach Culm eingegliedert, am 1. Oktober 1937 folgte Groitschen. Am 13. November 1937 wurde die Gemeinde Culm in Brahmenau umbenannt. Am 1. Juli 1950 wurde schließlich Zschippach eingemeindet.
Der Straßenname Culmscher Weg erinnert an den ehemaligen Ort.